# J'ai serré la main du diable (film, 2007)
Pour les articles homonymes, voir J'ai serré la main du diable.
Pour plus de détails, voir Fiche technique et Distribution.
J'ai serré la main du diable (Shake Hands with the Devil) est un film canadien réalisé par Roger Spottiswoode, sorti en 2007. Il s'agit d'une adaptation du livre du même nom écrit par le lieutenant-général Roméo Dallaire. Ce dernier y raconte sa Mission des Nations unies pour l'assistance au Rwanda (MINUAR), a vécu les événements entourant le génocide des Tutsi au Rwanda en 1994.

## Synopsis
En octobre 1993, le général Roméo Dallaire est envoyé pour commander la Force de maintien de la paix des Nations unies des l'Organisation des nations unies au Rwanda. Il s'agit ainsi d’aider ce pays à maintenir la fragile paix entre les forces du Front patriotique rwandais (FPR) et les Forces armées rwandaises (FAR). Cette force internationale ne comporte que quelques centaines d'hommes, principalement des Canadiens, Belges, Ghanéens et Bangladais. À la suite de la mort du président du Rwanda, Juvénal Habyarimana, dont l'avion s'écrase dans la nuit du 6 au 7 avril 1994, les branches extrémistes gouvernementales Hutu procèdent, à l’aide notamment du groupuscule Interahamwe (« Ceux qui attaquent ensemble »), à l’élimination systématique des Tutsis et des Hutus modérés du Rwanda.
À la tête de ses faibles effectifs légèrement armés, Dallaire a comme ordre de ne pas intervenir dans le conflit en cours et de n'utiliser la force qu'en cas de légitime défense. En 100 jours, près de 800 000 personnes sont tuées. Il parvient, cependant, à sauver une douzaine de milliers de personnes réfugiées dans un stade, où il a installé son PC. Il est aidé dans sa tâche par ses adjoints, un colonel belge et un général ghanéen. Le premier sera cependant contraint par son gouvernement de se retirer.

## Fiche technique
Sauf indication contraire, les informations mentionnées dans cette section peuvent être confirmées par la base de données cinématographiques IMDb,  présente dans la section « Liens externes ».
- Titre original : Shake Hands with the Devil
- Titre francophone : J'ai serré la main du diable
- Réalisation : Roger Spottiswoode
- Scénario : Michael Donovan, d'après le livre J'ai serré la main du diable de Roméo Dallaire
- Direction artistique : Justin Craig
- Décors : Lindsey Hermer-Bell
- Costumes : Joyce Schure
- Photographie : Miroslaw Baszak
- Montage : Michel Arcand
- Musique : David Hirschfelder
- Production : Laszlo Barna et Michael Donovan
- Sociétés de production : DHX Media
Barna-Alper Productions
- Sociétés de distribution : Les Films Séville / Téléfilm Canada (Canada)
- Budget : 11 millions de dollars canadiens
- Pays d'origine :  Canada
- Langues originales : anglais, français
- Format : couleur - 2.35:1 - 35 mm
- Genre : guerre, drame, historique
- Durée : 113 minutes
- Dates de sortie[1] :
  -  Canada : 9 septembre 2007 (festival international du film de Toronto)
  -  Canada : 28 septembre 2007

## Distribution
- Roy Dupuis : le major général Roméo Dallaire
- Owen Sejake : le général ghanéen Henry Kwami Anyidoho (en)
- James Gallanders : le major Brent Beardsley
- Michel-Ange Nzojibwami : le colonel Théoneste Bagosora
- Michel Mongeau : le colonel Luc Marchal (en)
- Robert Lalonde : le général Maurice Baril
- John Sibi-Okumu : Jacques-Roger Booh-Booh (en), le chef du MINUAR
- Akin Omotoso : Paul Kagame
- Deborah Kara Unger : Emma, la journaliste
- Tom McCamus : le major Phil Lancaster
- Odile Katesi Gakiri : la Première ministre Agathe
- John Matshikiza : le président Juvénal Habyarimana
- Jean-Hugues Anglade : Dr. Bernard Kouchner
- Strini Pillay : le commander Bangladeshi
- Craig Hourquebie : Willem
- Kenneth Kambule : le major Kamenzi
- Patrick Faye : le colonel Poncet
- Mark Antony Krupa : Stefan Steć, sauveteur des victimes polonais
- Intore Masamba : Marcel
- Lena Slachmuijlder : Agathe Uwilingiyimana
- Philip Akin : Boutros Boutros-Ghali

## Production

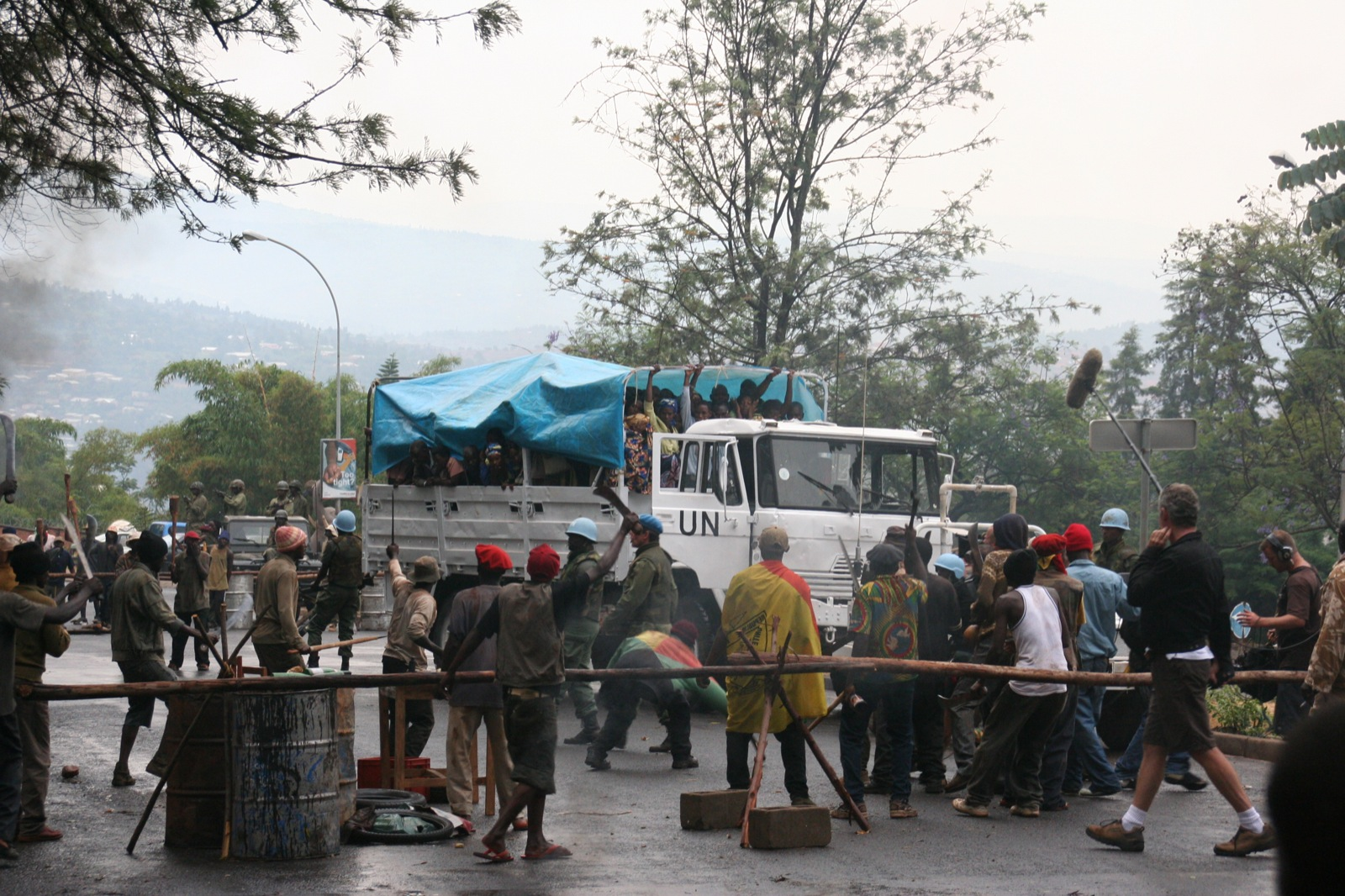
Tournage à Kigali (2006).

Le tournage a lieu à Kigali, la capitale de Rwanda, ainsi qu'au Canada (Montréal et Halifax).

## Accueil
Un journaliste du Journal de Montréal rapporte que le général Dallaire a été marqué par le regard de Dupuis, qui l'a replongé dans les événements lors du génocide rwandais. Le journal souligne également que le film manque de tenue et d'inventivité. La question de la langue utilisée cause également des malaises.

## Distinctions
Le film reçoit notamment douze nominations aux prix Génie 2008. Il ne remporte que le prix de la meilleure chanson originale pour Kaya de Valanga Khoza et David Hirschfelder.

## Controverses
(juin 2020).
- Si vous ne connaissez pas le sujet, laissez ce bandeau (vous pouvez alors contacter les auteurs).
- Si vous supprimez le contenu mis en cause (vous pouvez préalablement contacter les auteurs),

argumentez précisément cette suppression dans la page de discussion
(un manque de référence n'est pas un argument ; une recherche réelle de référence doit avoir été effectuée, être formellement documentée).
Centré sur la personne du général Dallaire et de sa perception du génocide, le film met en scène d'abord et avant tout la tragédie personnelle de celui-ci. Témoin impuissant d'un immense crime, accablé par la culpabilité alors qu'il est clair qu'il ne porte à titre personnel aucune responsabilité, le général Dallaire est un juste dont tout laisse à penser dans le film que s'il n'avait pas été lâché par ses supérieurs, il aurait pu sauver de nombreuses vies.
Si le film montre assez bien les contradictions de la communauté internationale face au génocide, il ne donne aucune explication sérieuse sur le contexte national du Rwanda et sur le contexte international du début des années 1990. L'antagonisme Hutu/Tutsi est « expliqué » en quelques phrases comme une simple fabrication du colonisateur belge, et si la politique africaine de la France est violemment prise à partie à plusieurs reprises, elle n'est jamais explicitée. Les liens entre le FPR et les États-Unis sont occultés. Le FPR et son chef Paul Kagamé, dans le film « le général Kagamé », sont présentés non comme une émanation de l'ethnie tutsie, mais comme un mouvement démocratique voulant renverser la dictature criminelle symbolisée par le président Habyarimana et, surtout, par Théoneste Bagosora, véritable caricature de la brute inculte, sanguinaire et sans scrupule.
S'agissant du rôle de la France, le film ne laisse aucun doute sur l'écrasante responsabilité des autorités françaises, qui en plus d'avoir armé l'armée Hutu et les milices Hutus, assurent la protection des responsables Hutus ayant une responsabilité directe dans le génocide, le film montrant sans ambiguïté le rapatriement par la France de ces responsables, scène dont Roméo Dallaire a été le témoin direct. Également, Dallaire (son personnage dans le film, mais qui ne fait répéter ce que Roméo Dallaire affirme dans son livre), accuse la France de ne mettre en place l'opération Turquoise que dans le seul but d'intervenir dans la guerre aux côtés des Hutus génocidaires dont l'armée est en train d'être battue par le FPR, de manière à protéger ses "bons clients".
Les Interahamwes sont présentés comme un groupe criminel obéissant à trois chefs identifiés et que Dallaire identifie comme l'image du diable, car directement responsables de l'ampleur du génocide. Le nom du film (et du livre) est une référence directe au moment où il a dû serrer la main de ces trois assassins pour sauver la vie de Tutsis dont il essayait d'assurer la sécurité de l'extraction par camions.
Enfin, le film met en scène Bernard Kouchner cynique et arrogant, interprété par Jean-Hugues Anglade, représentant du gouvernement français même si son rôle n'était pas officiel, n'étant plus ministre depuis plus d'un an au moment de la scène. Le film se termine par une bande écrite où l'actuel régime de Kigali, dirigé par Paul Kagamé, est présenté comme un gouvernement « menant une politique de réconciliation nationale ».